# Zanik oliwkowo-mostowo-móżdżkowy
Zanik oliwkowo-mostowo-móżdżkowy (ang. olivopontocerebellar atrophy, OPCA) – termin używany na określenie grupy chorób neurodegeneracyjnych przebiegających z zajęciem móżdżku, mostu i dolnego jądra oliwki. W ostatnich latach stosowanie terminu zostało zawężone do przypadków dziedziczonych.
Postaci OPCA:
- zanik oliwkowo-mostowo-móżdżkowy, typ 2, postać autosomalna recesywna (typ Ficklera-Winklera, OMIM%258300)
- zanik oliwkowo-mostowo-móżdżkowy, postać z otępieniem i objawami pozapiramidowymi, typ 5 (OMIM 164700).

Pozostałe typy OPCA zostały zakwalifikowane jako występujące sporadycznie (niedziedziczne), obecnie rozpoznawane jako zanik wieloukładowy (MSA) lub różne postaci ataksji rdzeniowo-móżdżkowych (SCA)
| Typ OPCA       | Inna nazwa                      | Typ SCA | Gen   | OMIM   |
| OPCA typ 1     | OPCA typu Menzla                | SCA1    | ATXN1 | 164400 |
| OPCA typ 2, AD | OPCA typu Holguina              | SCA2    | ATXN2 | 183090 |
| OPCA typ 3     | OPCA ze zwyrodnieniem siatkówki | SCA7    | ATXN7 | 164500 |
| OPCA typ 4     | OPCA typu Schuta-Haymakera      | SCA1    | ATXN1 | 164400 |

Pierwszy przypadek opisał Menzel w 1890. Termin wprowadzili Jules Déjerine i André-Thomas.